# Паланпур
Паланпу́р (англ. Palanpur, гудж. પાલનપુર) — город в индийском штате Гуджарат, административный центр округа Банаскантха. Расположен в 135 километрах от крупнейшего города штата — Ахмадабада.  Средняя высота над уровнем моря — 208 метров. По данным всеиндийской переписи 2001 года, в городе проживало 110 383 человека, из которых мужчины составляли 53 %, женщины — соответственно 47 %. Уровень грамотности взрослого населения составлял 70 % (при общеиндийском показателе 59,5 %). Уровень грамотности среди мужчин составлял 78 %, среди женщин — 61 %. 13 % населения было моложе 6 лет. Религиозный состав: индуисты и мусульмане. Официальные языки: гуджарати и английский.